# Людвиг III (герцог Вюртемберга)
Людвиг III Вюртембергский или Людвиг Благочестивый (нем. Ludwig von Württemberg, Ludwig der Fromme; 1 января 1554, Штутгарт — 18 августа 1593, Штутгарт) — пятый герцог Вюртемберга с 1568 года и до своей смерти в 1593 году.

## Биография
Людвиг был единственным выжившим сыном герцога Кристофа (1515—1568) и после его смерти находился под опекой своей матери Анны Марии Бранденбург-Ансбахской, герцога Вольфганга фон Пфальц-Цвейбрюккен и маркграфа Георга Фридриха Бранденбург-Ансбахского и Карла II Баден-Дурлахского, от имени которого граф Генрих Кастельский возглавил управление герцогством. Формально он начал править только на 24-м году жизни (1578), позже он правил в течение многих лет практически независимо. Людвиг подписал в 1577 году Формулу согласия и в 1580 году Книгу Согласия от своего имени и в качестве соопекуна для маркграфа Эрнста Фридриха Баден-Дурлахского (1560—1604) и Якоба III Баден-Хахбергского (1562—1590).
С 1575 Людвиг был женат на Доротее Урсуле Баден-Дурлахской (1559—1583), дочери маркграфа Карла II Баден-Дурлахского. После её смерти он женится в 1585 году на Урсуле Фельденцской (1572—1635), дочери пфальцграфа Георга Иоганна I Пфальц-Фельденцкого.
Людвиг скончался 18 августа 1593 году в возрасте 39 лет, не оставив после себя прямых наследников. Похоронен в Тюбингенской монастырской церкви.

## Галерея
- Людвиг «Благочестивый» Вюртембергский
- Родословная герцога Людвига
- Гробница Людвига Вюртембергского в соборной церкви Тюбингена